# Pandemia de COVID-19 en Palestina
La pandemia de COVID-19 en Palestina se identificó por primera vez sus casos en el área de Belén el 5 de marzo de 2020, cuando un grupo de turistas griegos que visitó un hotel a fines de febrero dio positivo por la enfermedad. El distrito de Hebrón se considera un epicentro del brote. Los dos primeros casos en la ciudad de Gaza, Gaza, fueron diagnosticados el 21 de marzo. El 24 de agosto de 2020 se registraron casos confirmados fuera de los centros de cuarentena.
Hasta el 3 de marzo de 2022, hay 577,486 casos, 5,267 fallecidos y 561,340 recuperados del virus.

## Cronología
El 5 de marzo se confirmaron 7 casos de COVID-19 en Palestina cerca de Palestina, en Cisjordania. El Ministerio de Salud palestino dijo que los casos se detectaron por primera vez en un hotel en el área de Belem, donde un grupo de turistas griegos había visitado el hotel a fines de febrero; más tarde, dos fueron diagnosticados con el virus. Se espera que la Basílica de la Natividad se cierre después de los casos. Como resultado, el gobierno palestino anunció una prohibición total de la entrada de turistas extranjeros. También declaró el estado de emergencia en Cisjordania el 5 de marzo. Las escuelas, universidades, mezquitas y otras iglesias estuvieron cerradas durante un mes.
El 7 de marzo se confirmaron 22 nuevos casos. La ciudad de Belém fue bloqueada cuando se detectaron 16 casos de infección en Cisjordania, incluidos 9 en Belém. El bloqueo es impuesto por el ejército israelí, ya que Israel controlaba todas las entradas a la región. Según el Ministerio de Defensa del Ministerio de Israel, el bloqueo de Belem se impone de acuerdo con las autoridades palestinas.
El 9 de marzo, las autoridades palestinas anunciaron 5 casos más en Cisjordania; cuatro estaban registrados en Belém y uno en Tulcarém. El 13 de marzo, el Ministerio de Salud palestino confirmó 35 casos de coronavirus, concentrados principalmente en la región de Belém  El 14 de marzo, se anunciaron 3 nuevos casos, con lo que el número total asciende a 38.
El 16 de marzo se confirmó un segundo caso en Tulcarém, elevando el número total a 39. El primer ministro Mohammad Shtayyeh dijo que Kuwait había contribuido con 5,5 millones de dólares para ayudar a Palestina.
El 18 de marzo, el número de casos aumentó a 44. 40 casos pertenecen a Belém, dos a Tulcarém, uno a Ramala y otro a Nablus. El ministro de Defensa israelí, Naftali Bennett, dijo que "a partir del miércoles, los palestinos de Cisjordania, que trabajan o comercian en sectores clave, como la salud, la agricultura y la construcción, pueden residir en Israel"; más de 100.000 trabajadores palestinos de Cisjordania, que trabajan en Israel, suelen regresar a casa a diario. Yotam Shefer, de la Coordinación de Actividades Gubernamentales y Territoriales, anunció el miércoles el cierre de áreas administrativas por parte de los palestinos en Cisjordania para limitar la propagación del coronavirus, y dijo a los periodistas que la decisión se había tomado conjuntamente con la Autoridad Palestina.
Israel y la Autoridad Palestina han creado una sala de operaciones conjunta para combatir la pandemia, según el portavoz del gobierno Ibrahim Milhem. Un funcionario del Ministerio de Defensa israelí confirmó más tarde la creación de un quirófano, pero no proporcionó más detalles. El coordinador humanitario de las Naciones Unidas (ONU) Jamie McGoldrick anunció, durante una videoconferencia, el apoyo financiero de US $ 1 millón para brindar apoyo técnico y sanitario a Palestina.
El 19 de marzo, Milhem confirmó tres nuevos casos, con lo que el total asciende a 47. En el comunicado diario, dijo que los dos casos eran de estudiantes que venían de Francia ; estos fueron puestos en cuarentena a su llegada. El tercer caso es un individuo de Nablus sospechoso de tener la enfermedad, pero que permaneció en cuarentena.
La ministra de Salud local, Dra. Mai Al-Kaila, anunció que se habían recuperado 17 de los 19 casos que fueron puestos en cuarentena en Belém. El ministro también dijo en una conferencia de prensa que los pacientes recuperados podrían regresar a casa, con énfasis en adherirse a la cuarentena en casa, además de la medición constante de temperatura. Ese mismo día, confirmó otro caso de la enfermedad, en el caso de un palestino de la provincia de Salfit que había ido a Pakistán.
El 21 de marzo se confirmaron 4 casos más, lo que eleva el total a 52. Tres de los nuevos casos eran estudiantes de Ramala que regresaron del Reino Unido; el cuarto era un médico de Hebrón que contrajo la enfermedad mientras trabajaba en un hospital israelí. El mismo día, fuentes occidentales confirmaron los dos primeros casos en la ciudad de Gaza; dos de los palestinos que viajaron desde Pakistán y entraron en Gaza a través de Egipto dieron positivo por el virus y fueron puestos en cuarentena. El Ministerio de Salud dijo que se confirmaron 53 casos en Cisjordania.
El 22 de marzo, el portavoz del gobierno palestino informó 59 como el número total de casos confirmados, incluidos los dos en Gaza. Después de una reunión de emergencia, Shtayyeh anunció la prohibición de dos semanas más de movimiento dentro y entre las ciudades palestinas, con la excepción de las instalaciones de salud, farmacias, panaderías y tiendas de comestibles. El 23 de marzo, Catar anunció el envío de 150 millones de dólares para fomentar Gaza y los demás programas humanitarios de la ONU, con el fin de contener el brote de coronavirus en la región.